# Pheidole jordanica
Pheidole jordanica är en myrart som beskrevs av Félicien Henry Caignart de Saulcy 1874. Pheidole jordanica ingår i släktet Pheidole och familjen myror. Inga underarter finns listade i Catalogue of Life.